# Пономарёв, Виктор Дмитриевич (композитор)
Ви́ктор Дми́триевич Пономарёв (род. 24 сентября 1922, Краснодар — 22 июня 2003, Краснодар) — советский и российский композитор, музыковед. Заслуженный артист РСФСР.

## Биография
Участник Великой Отечественной войны. В 1955 году окончил теоретико-композиторский факультет Ленинградской консерватории. С 1962 года работал в Краснодаре преподавателем в музыкальном училище (до 1967 года), затем в Краснодарском институте культуры, с 1972 года заведующий кафедрой инструментовки. В 1975—1976 годах председатель правления Краснодарской организации Союза композиторов РСФСР. 8 июля 1991 года был награждён почётным званием «Заслуженный артист РСФСР».

## Творчество
Автор музыки песен на стихи Роберта Рождественского, Ивана Вараввы, Виктора Гончарова, Николая Грибачёва, Кронида Обойщикова. Авторские сборники — «Майская радуга» (1966), «Песни и хоры» (1973). Писал музыку для краснодарских театров и симфонических оркестров. Более известные произведения: «Две поэмы» (на стихи Р. Рождественского, 1972), сюита «Дороги отцов» (1968).